# Dynamite Dan
Dynamite Dan — платформенная игра, выпущенная для компьютера ZX Spectrum и других восьмибитных игровых систем. Игру создал Род Букетт, а выпустила фирма Mirrorsoft в 1985 году.
Геймплей аналогичен другим популярным платформерам, таким как Jet Set Willy и Auf Wiedersehen Monty. В своё время игра получила довольно высокие оценки со стороны игроков.

## Сюжет игры
Некто доктор Блитцен и его помощница Донна вынашивают планы о захвате контроля над миром при помощи секретного оружия — лазера, способного влиять на сознание людей. Главный герой — Дэн по прозвищу «Динамит» сажает свой дирижабль на крышу здания, в котором укрылся злодей. Его цель — похитить секретную документацию, которую доктор Блитцен спрятал в сейфе. Дэну необходимо собрать 8 динамитных шашек, с помощью которых он сможет взорвать замок сейфа и выкрасть папку с документами. Кроме того, Дэн должен собрать разбросанные по особняку кредитные карты, чтобы тем самым ослабить финансовое положение злодея. Взорвав сейф и украв папку с грифом «Совершенно секретно», наш герой может покинуть особняк злого доктора тем же путём, которым он прибыл, — на дирижабле.

## Игровой процесс
Особняк наводнён полчищами монстров, которые всячески пытаются помешать Дэну. Кроме того, сам особняк представляет собой довольно запутанный лабиринт. Дэн может лишиться жизни утонув в воде, столкнувшись с монстром, упав с высоты, попав под излучение лазерного луча или умерев с голода, если Дэн вовремя не возьмёт какой-нибудь съестной предмет. В центре особняка есть лифт, на котором игрок может перемещаться по этажам. Нижние комнаты особняка заканчиваются рекой, по которой непрерывно плывёт плот, способный выдержать Дэна и перевезти из одной комнаты в другую. Также в некоторых комнатах встречаются кабинки телепортации, переносящие Дэна в другие комнаты. Число попыток, которые имеются в расположении играющего, отображаются в виде силуэтов Дэна в нижней части экрана. Дополнительные жизни игрок получает взяв предмет — светящуюся пробирку.

## Сиквел
Игра Dynamite Dan 2, увидевшая свет через год после оригинала, представляла собой похожий квест, в котором Дэну предстояло пройти особняк размером в 200 комнат.

## Интересные факты
- Компания Mirrorsoft, выпустившая игру Dynamite Dan, приготовила настоящий сюрприз тому, кто смог пройти игру до конца. Игрок, успешно прошедший игру, после того, как сейф злого доктора был взорван и ограблен, получал секретный шифр. Позвонив в компанию и предъявив секретный шифр, игрок получал в качестве приза возможность совершить полёт на настоящем дирижабле.
- В стартовом меню игры была использована музыка Моцарта — знаменитое Турецкое рондо из сонаты для фортепиано номер 11.